# ورزشگاه استاد دو موستوا
ورزشگاه استاد دو موستوا (فرانسوی: Stade du Moustoir‎) یک ورزشگاه فوتبال در شهر لوریان، فرانسه است. این ورزشگاه که در سال ۱۹۵۹ تأسیس شده ۱۸٬۱۱۰ نفر ظرفیت دارد و ورزشگاه خانگی باشگاه فوتبال لوریان محسوب می‌شود.

## نگارخانه

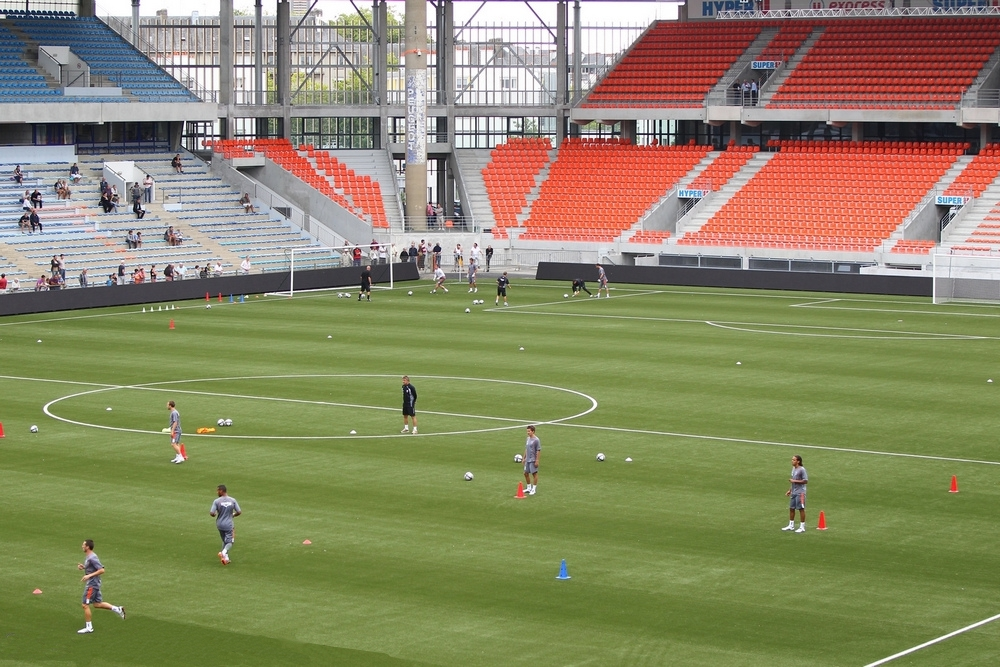
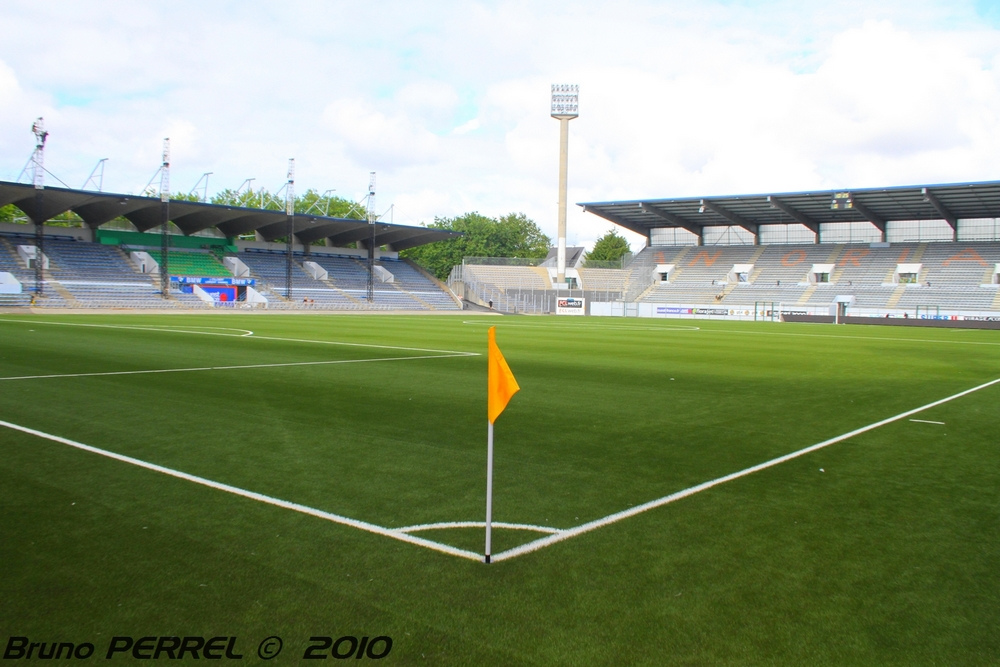
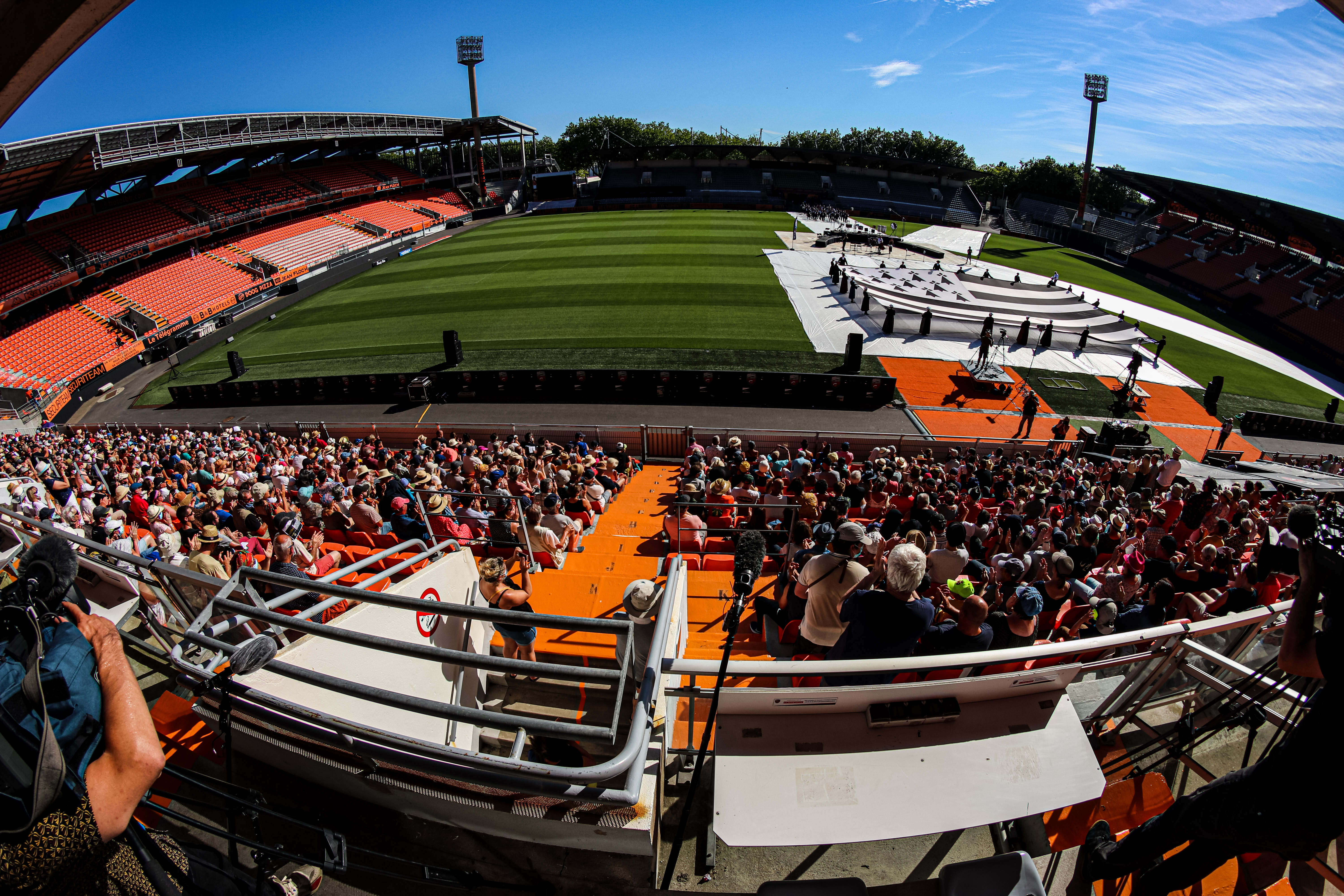
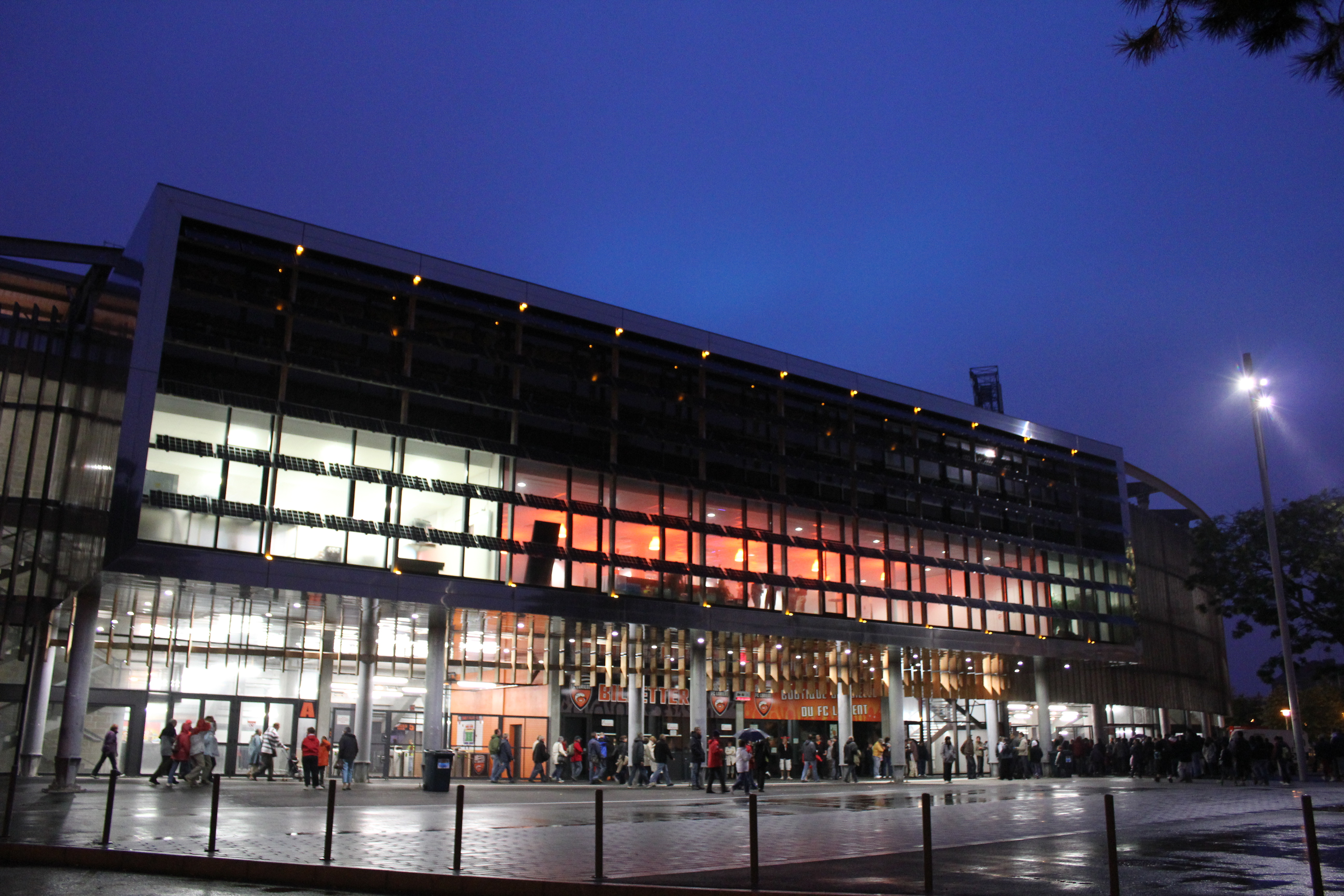